# Irssi
Az Irssi egy hálózati kommunikációt megvalósító számítógépes alkalmazás. Többnyire IRC-kliensként említik és használják, ám különböző kiegészítők révén megérti az ICB, az ICQ és a SILC protokollt is. Jobbára szöveges felületen használják, de rendelkezik grafikus felülettel is.
Képes Perl nyelven írt scriptek futtatására, aminek köszönhetően nagy fokú rugalmasságot tudhat magáénak. Rengeteg kiegészítő script létezik hozzá.
Támogatja az IPv6 szabványt, és képes SSL-en keresztül is kapcsolódni, egy időben akár több különböző szerverhez is.
A felvett szervereket továbbá képes hálózatokba sorolni, aminek révén hatékonyan kezelhetővé válnak a hálózat-specifikus beállítások, és az általa vezetett naplófájlok.